# Major League Baseball

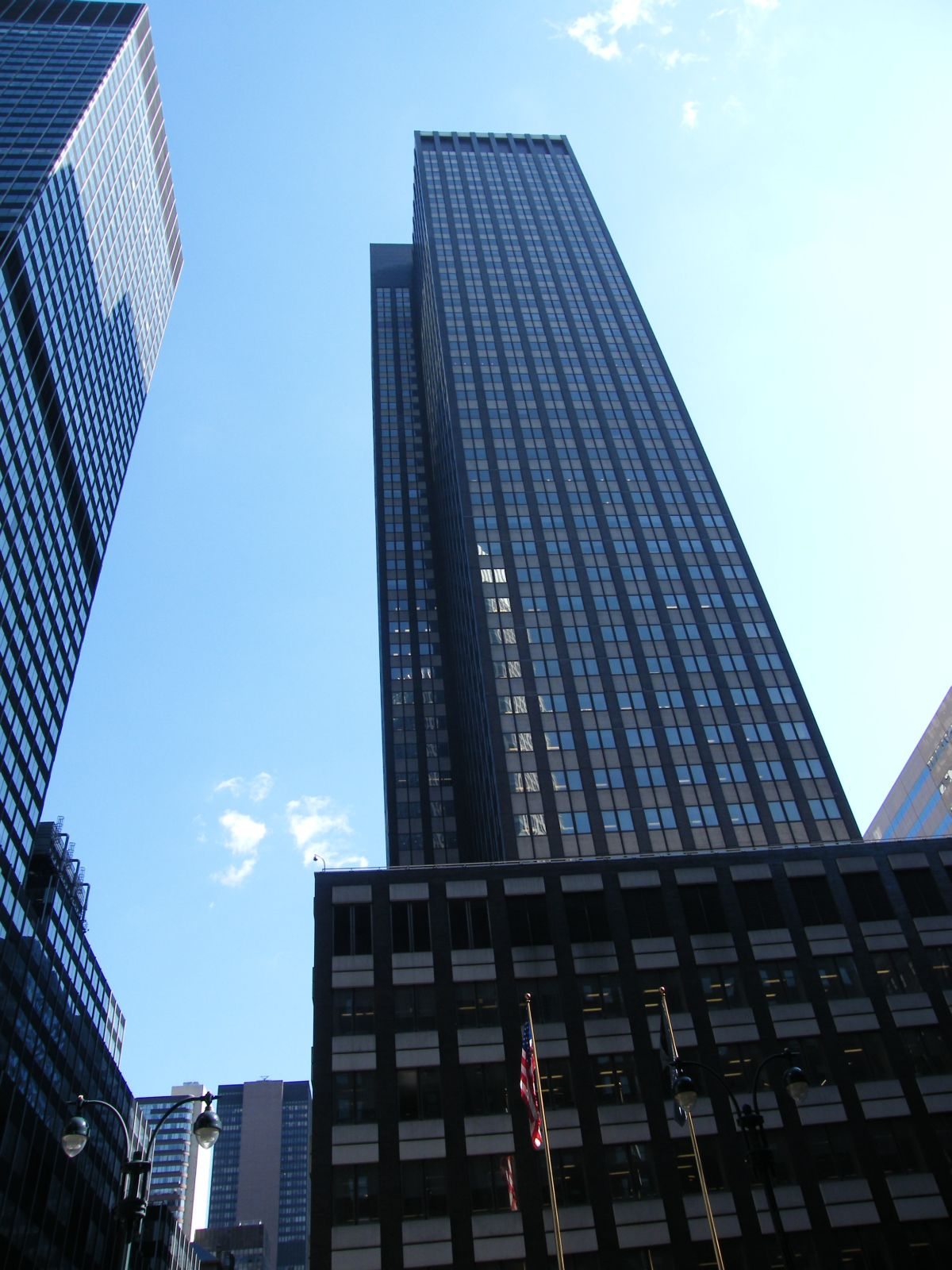
Sediul Major League Baseball pe strada 245 Park Avenue, Midtown Manhattan, New York, SUA.

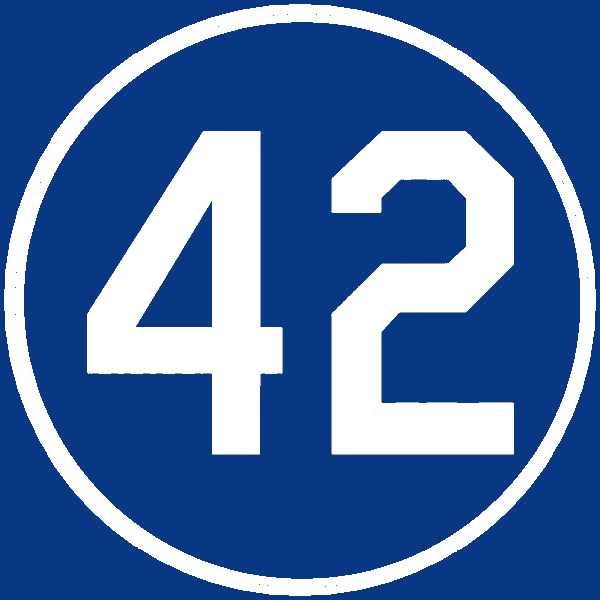
Numărul 42 al lui Jackie Robinson, retras din MLB în 1997

Major League Baseball (MLB) este o ligă sportivă de baseball profesionist pentru echipe din Statele Unite ale Americii și Canada. Echipele participante sunt împărțite în două conferințe: American League și National League. Datând din 1901 și 1876 respectiv, cele două ligi au fuzionat în anul 2000 într-o singură organizație condusă de Comisarul baseballului, după un secol de separare.

MLB este una din ligile sportive majore profesioniste ale Statelor Unite și Canadei. Ea e compusă din 30 de echipe, 29 dintre care fiind din Statele Unite, și una din Canada. Echipele din MLB joacă în fiecare sezon câte 162 de meciuri, pe durata a 6 luni (aprilie-septembrie). Câte 5 echipe dintre cele 15 ale fiecărei ligi componente avansează în runda următoare, play-off, care culminează cu World Series, un turneu-duel de tip cel mai bun din 7 jocuri dintre cele două campioane ale ligilor, o practică ce datează din 1903.

## Campioane
| Recorduri World Series                                                                           |                   |               |               |
| Echipa                                                                                           | Numărul de trofee | Ultimul titlu | Finale jucate |
| New York Yankees † (AL)                                                                          | 27                | 2009          | 41            |
| St. Louis Cardinals † (NL)                                                                       | 11                | 2011          | 19            |
| Oakland Athletics † (AL)                                                                         | 9                 | 1989          | 14            |
| Boston Red Sox † (AL)                                                                            | 9                 | 2018          | 13            |
| San Francisco Giants † (NL)                                                                      | 8                 | 2014          | 20            |
| Los Angeles Dodgers † (NL)                                                                       | 8                 | 2024          | 22            |
| Cincinnati Reds (NL)                                                                             | 5                 | 1990          | 9             |
| Pittsburgh Pirates (NL)                                                                          | 5                 | 1979          | 7             |
| Atlanta Braves † (NL)                                                                            | 4                 | 2021          | 10            |
| Detroit Tigers (AL)                                                                              | 4                 | 1984          | 11            |
| Chicago Cubs (NL)                                                                                | 3                 | 2016          | 11            |
| Baltimore Orioles † (AL)                                                                         | 3                 | 1983          | 7             |
| Minnesota Twins † (AL)                                                                           | 3                 | 1991          | 6             |
| Chicago White Sox † (AL)                                                                         | 3                 | 2005          | 5             |
| Philadelphia Phillies (NL)                                                                       | 2                 | 2008          | 7             |
| Cleveland Indians † (AL)                                                                         | 2                 | 1948          | 6             |
| New York Mets (NL) *                                                                             | 2                 | 1986          | 5             |
| Kansas City Royals (AL) *                                                                        | 2                 | 2015          | 4             |
| Toronto Blue Jays (AL) *                                                                         | 2                 | 1993          | 2             |
| Miami Marlins † (NL) *                                                                           | 2                 | 2003          | 2             |
| Houston Astros † (din NL în AL, 2013) *                                                          | 2                 | 2022          | 4 [AL] 1 [NL] |
| Texas Rangers † (AL) *                                                                           | 1                 | 2023          | 3             |
| Arizona Diamondbacks (NL) *                                                                      | 1                 | 2001          | 2             |
| Los Angeles Angels † (AL) *                                                                      | 1                 | 2002          | 1             |
| Washington Nationals † (NL) *                                                                    | 1                 | 2019          | 1             |
| San Diego Padres (NL) *                                                                          | 0                 |               | 2             |
| Tampa Bay Rays † (AL) *                                                                          | 0                 |               | 2             |
| Milwaukee Brewers † (AL to NL, 1998) *                                                           | 0                 |               | 1 [AL]        |
| Colorado Rockies (NL) *                                                                          | 0                 |               | 1             |
| ‡ Seattle Mariners (AL) *                                                                        | 0                 |               | 0             |
| AL=American League (67 de victorii) NL=National League (51 de victorii)                          |                   |               |               |
| * s-au alăturat Major Leagues după 1960 (9 victorii în 19 World Series din 48, începând cu 1960) |                   |               |               |
| † Include totalul palmaresului echipei înainte de mutare în alt oraș sau sub un alt nume         |                   |               |               |
| ‡ Nu a jucat încă în World Series.                                                               |                   |               |               |
| Sursa: MLB.com                                                                                   |                   |               |               |

În cazul în care sezonul regulat se termină după prima duminică din octombrie (sau în ultima duminică din septembrie), zece echipe intră în playoff post-sezon. Șase echipe sunt campioanele diviziilor, restul patru vin după un "wild-card"- câte  două echipe din fiecare serie, care au cele mai bune rezultate, dar nu sunt campioni divizionari. Patru runde din seria de jocuri sunt jucate pentru a determina campioana:
1. Wild Card Game, un joc play-off între două echipe wild-card din fiecare ligă
2. American League Division Series și National League Division Series, fiecare cea mai bună din 5 jocuri.
3. American League Championship Series și National League Championship Series, fiecare cea mai bună din 7 meciuri jucate între triumfătoarele din ALDS and NLDS.
4. World Series, cel mai bun din 7 meciuri jucate între câștigătoarele din fiecare ligă

## Echipele
Note
1. ↑  Former Milwaukee Brewers (Western League 1894–1899) 1900–1901; St. Louis Browns 1902–1953
2. ↑  Known as the Boston Americans until 1907
3. ↑  Former Baltimore Orioles 1901–1902; New York Highlanders 1903–1912
4. ↑  Known as the Devil Rays until 2008
5. ↑  Former Sioux City Cornhuskers (Western League) 1894; St. Paul Saints (WL) 1895–1899; played in AL West 1969–1993
6. ↑  Former Grand Rapids Rustlers (Western League) 1894–1899; Cleveland Blues 1900–1902; Cleveland Naps 1903–1914; played in AL East 1969–1993
7. ↑  Former Kansas City Blues (Western League) 1894–1900; Washington Senators 1901–1960; played in AL West 1969–1993
8. ↑  Renamed from Houston Colt .45's in 1965; played in NL West 1969–1993, NL Central 1994-2012, moved to AL West in 2013 as part of realignment
9. ↑  Known as the Los Angeles Angels from 1961–1965; California Angels from 1965–1996; Anaheim Angels from 1997–2004
10. ↑  Previously located in Philadelphia through 1954 and in Kansas City from 1955–1967
11. ↑  Former Washington Senators, played in AL East 1969–71
12. ↑  Originally Boston until 1952. In Boston, they were called the Braves from 1912–35 & from 1941–52 and the Bees 1936–40; before 1912 they were known as the Red Stockings, Red Caps, Beaneaters, Doves, and Rustlers; Milwaukee from 1953–1965; played in NL West 1969–1993
13. ↑  Known as the Florida Marlins until 2011
14. ↑  Former Montreal Expos relocated after 2004 season; owned by Major League Baseball from 2002–2004
15. ↑  Former Seattle Pilots (AL West) 1969; played in AL West through 1971, AL East 1972–1993, AL Central 1994–1997
16. ↑  Former St. Louis Brown Stockings 1882 (American Association); St. Louis Browns 1883–1898 (AA 1883–1891); St. Louis Perfectos 1899
17. ↑  Located in Brooklyn, New York until 1957. Before 1931, they were known as the Atlantics, Grays, Bridegrooms, Grooms, Superbas, Trolley Dodgers, Dodgers, and Robins.
18. ↑  Located in New York until 1957